# Quociente de encefalização
Quociente de encefalização (QE), nível de encefalização ou apenas encefalização é uma medida relativa do tamanho do cérebro que é definida como a razão entre a massa cerebral observada e a prevista para um animal de um determinado tamanho, com base na regressão não linear em uma gama de espécies de referência. Ele tem sido usado como uma medida para a inteligência e, portanto, como uma forma possível de comparar as inteligências de diferentes espécies. Para este propósito, é uma medida mais refinada do que a razão de massa cérebro-corpo bruta, pois leva em conta os efeitos alométricos. Expressa como uma fórmula, a relação foi desenvolvida para mamíferos e pode não produzir resultados relevantes quando aplicada fora desse grupo.

## Perspectiva sobre medidas de inteligência
Atualmente, o melhor preditor de inteligência em todos os animais é a contagem de neurônios do prosencéfalo. Isso não foi visto antes porque as contagens de neurônios eram imprecisas para a maioria dos animais. Por exemplo, a contagem de neurônios do cérebro humano foi dada como 100 bilhões por décadas antes de Suzana Herculano-Houzel  encontrar um método mais confiável de contar células cerebrais.

### Variação nos tamanhos do cérebro
O tamanho do corpo é responsável por 80-90% da variação no tamanho do cérebro entre as espécies, uma relação descrita por uma equação alométrica: a regressão dos logaritmos do tamanho do cérebro no tamanho do corpo. A distância de uma espécie da linha de regressão é uma medida de sua encefalização.

## Relação de tamanho cérebro-corpo
| Espécies          | Simples relação cérebro-corpo (E/S) |
| ----------------- | ----------------------------------- |
| pássaros pequenos | 1/12                                |
| humano            | 1/40                                |
| rato              | 1/40                                |
| golfinho          | 1/50                                |
| gato              | 1/100                               |
| chimpanzé         | 1/113                               |
| cão               | 1/125                               |
| rã                | 1/172                               |
| leão              | 1/550                               |
| elefante          | 1/600                               |
| cavalo            | 1/600                               |
| Tubarão           | 1/2496                              |
| hipopótamo        | 1/2789                              |

O tamanho do cérebro geralmente aumenta com o tamanho do corpo em animais (está positivamente correlacionado), ou seja, animais grandes geralmente têm cérebros maiores do que animais menores. A relação não é linear, no entanto. Geralmente, os pequenos mamíferos têm cérebros relativamente maiores do que os grandes. Os camundongos têm uma proporção direta do tamanho do cérebro/corpo semelhante aos humanos (1⁄40), enquanto os elefantes têm um tamanho de cérebro/corpo comparativamente pequeno (1⁄560), apesar de serem animais bastante inteligentes.

## Cálculo
A equação de alometria simples de Snell é: 
{\displaystyle E=CS^{r}}
Aqui, "E" é o peso do cérebro, "C" é o fator de cefalização e "S" é o peso corporal e "r" é a constante exponencial.
O "quociente de encefalização" (QE) é o coeficiente "C" na equação de alometria de Snell, normalmente normalizado em relação a uma espécie de referência. Na tabela seguinte, os coeficientes foram normalizados em relação ao valor para o gato, ao qual é atribuído um QE de 1.
Outra maneira de calcular o quociente de encefalização é dividindo o peso real do cérebro de um animal pelo seu peso previsto de acordo com a fórmula de Jerison.
| Espécies                  | QE        |
| ------------------------- | --------- |
| Humano                    | 7,4 – 7,8 |
| Cão                       | 1.2       |
| Golfinho nariz-de-garrafa | 5.3       |
| Gato                      | 1,0       |
| Chimpanzé                 | 2,2 – 2,5 |
| Cavalo                    | 0,9       |
| Corvo                     | 2,49      |
| Ovelha                    | 0,8       |
| Macaco rhesus             | 2.1       |
| Camundongo                | 0,5       |
| Elefante africano         | 1.3       |
| Rato                      | 0,4       |
| Coelho                    | 0,4       |
| Gambá                     | 0,2       |

## EQ e inteligência em mamíferos
A inteligência em animais é difícil de estabelecer, mas quanto maior o cérebro em relação ao corpo, mais peso cerebral pode estar disponível para tarefas cognitivas mais complexas. A fórmula QE, em oposição ao método de simplesmente medir o peso bruto do cérebro ou o peso do cérebro em relação ao peso corporal, cria uma classificação de animais que coincide melhor com a complexidade observada do comportamento. A principal razão para o uso de QE em vez de uma simples razão cérebro/massa corporal é que animais menores tendem a ter uma massa cerebral proporcional mais alta, mas não mostram as mesmas indicações de maior cognição que animais com alto QE.

## Comparações com animais não mamíferos
As aves geralmente têm um QE mais baixo do que os mamíferos, mas os papagaios e particularmente os corvídeos mostram um comportamento complexo notável e alta capacidade de aprendizado. Seus cérebros estão no extremo superior do espectro das aves, mas baixo em comparação com os mamíferos. Por outro lado, o tamanho das células das aves é geralmente menor do que o dos mamíferos, o que pode significar mais células cerebrais e, portanto, sinapses por volume, permitindo um comportamento mais complexo em um cérebro menor. Tanto a inteligência das aves quanto a anatomia do cérebro são, no entanto, muito diferentes das dos mamíferos, dificultando a comparação direta.

## História
O conceito de encefalização tem sido uma tendência evolutiva chave ao longo da evolução humana e, consequentemente, uma importante área de estudo. Ao longo da evolução dos hominídeos, o tamanho do cérebro teve um aumento geral de 400 cm3 a 1400 cm3. Além disso, o gênero Homo é especificamente definido por um aumento significativo no tamanho do cérebro. As primeiras espécies Homo eram maiores no tamanho do cérebro em comparação com os Australopithecus, com os quais co-habitavam partes da África Oriental e Austral.
Entre os antigos filósofos gregos, Aristóteles acreditava que depois do coração, o cérebro era o segundo órgão mais importante do corpo. Ele também se concentrou no tamanho do cérebro humano, escrevendo em 335 AC que "de todos os animais, o homem tem o cérebro maior em proporção ao seu tamanho". Em 1861, o neurologista francês Paul Broca tentou fazer uma conexão entre o tamanho do cérebro e a inteligência. Por meio de estudos observacionais, ele notou que as pessoas que trabalhavam em áreas que ele considerava mais complexas tinham cérebros maiores do que as pessoas que trabalhavam em áreas menos complexas. Além disso, em 1871, Charles Darwin escreveu em seu livro A Descendência do Homem: "Ninguém, presumo, duvida que a grande proporção que o tamanho do cérebro do homem tem em seu corpo, comparada à mesma proporção no gorila ou orangotango, está intimamente ligada com seus poderes mentais."  O conceito de quantificar a encefalização também não é um fenômeno recente. Em 1889, Sir Francis Galton, através de um estudo com estudantes universitários, tentou quantificar a relação entre o tamanho do cérebro e a inteligência.